# Christie Dawes
Christie Dawes (nacida Christie Skelton, 3 de mayo de 1980) es una atleta paralímpica australiana de carreras en sillas de ruedas. Ha ganado tres medallas en atletismo en seis Juegos Paralímpicos de 1996 a 2016.

## Biografía
Cuando era joven, Dawes estaba muy interesada en el atletismo. A los 10 años, tuvo un accidente automovilístico; sobrevivió, pero quedó parapléjica .  Christie continuó su carrera en el atletismo, pero también asumió el trabajo de maestra de escuela primaria. Está casada con su entrenador Andrew Dawes y su hijo nació en 2011.

## Carrera deportiva

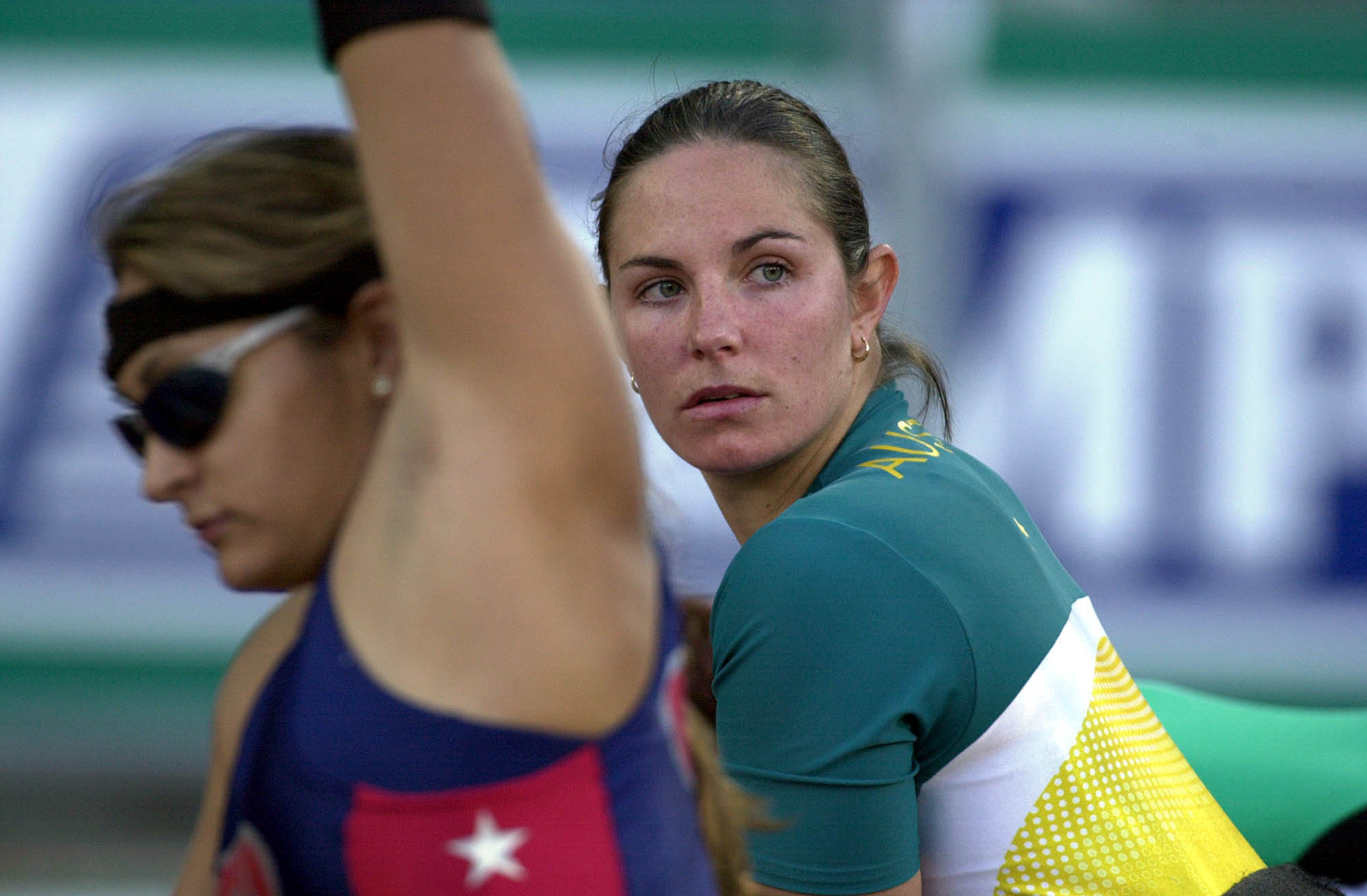
Dawes esperando en la semifinal de los 100 m en silla de ruedas durante los Juegos Paralímpicos de Verano de 2000. Cheri Beccera (Estados Unidos) se ve en primer plano.

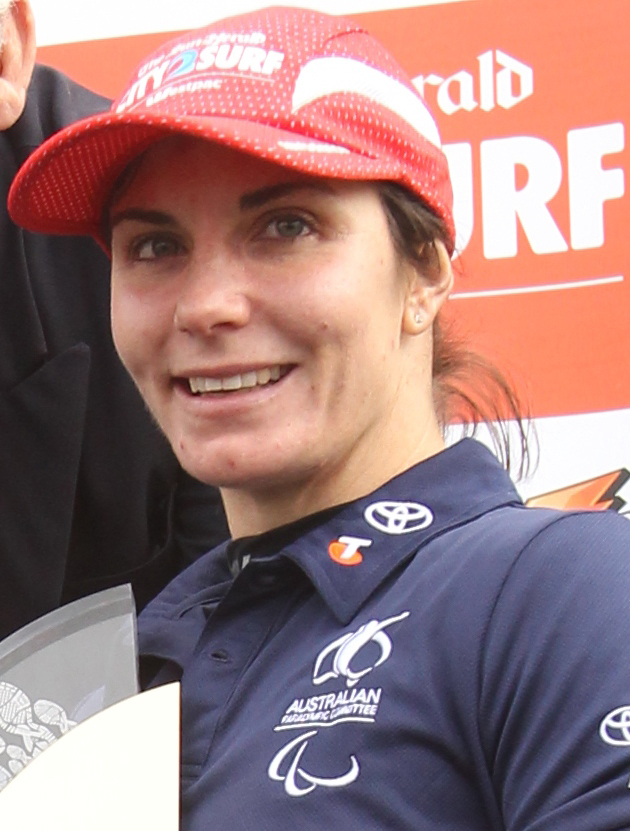
Foto de Dawes en City2Surf 2011, donde fue la ganadora de la División de sillas de ruedas para mujeres

Dawes compitió en los Juegos Paralímpicos de 1996 en Atlanta, donde fue galardonada con el Premio Joven Paralímpico del Año de 1996.
Tres años después, ganó una medalla de bronce por los 10 km de la carrera Peachtree Road Race. En 2000, compitió en los Juegos Paralímpicos de Sídney. 
La siguiente competición en la que participó fue los Juegos Paralímpicos de 2004 en Atenas, donde compitió en las carreras de 800 m, 1500 m, y 5000 m y la maratón.  También compitió en el evento de demostración de 800 m en sillas de ruedas en los Juegos Olímpicos de 2004.
Compitió en los Juegos de la Commonwealth de 2006 en Melbourne, llegando quinto en la prueba femenina de 800 m EAD T54.
Dawes compitió en los Juegos Paralímpicos de 2008 en Pekín, y fue una de los varios competidores atrapados en un choque durante la final de 5000 m femenino de silla de ruedas T54, que finalmente terminó sexto a pesar de que tuvo una rueda delantera rota. La carrera se volvió a realizar, y Dawes habló en contra del tratamiento de la atleta canadiense Diane Roy, a quien se le había otorgado la medalla de oro en el evento, solo para recuperarla y reemplazarla con una medalla de plata cuando terminó segunda en la segunda oportunidad. Dawes ganó una medalla de plata en el 4x100 m femenino T53/54 en Pekín. 
Unos meses después de los juegos olímpicos, quedó en tercer lugar en el maratón de la ciudad de Nueva York. En enero de 2009, ganó la Oz Day 10K Wheelchair Road Race. En febrero de 2010, Dawes ganó el campeonato mundial de carreras en silla de ruedas en la categoría de 10 km en los Emiratos Árabes Unidos.

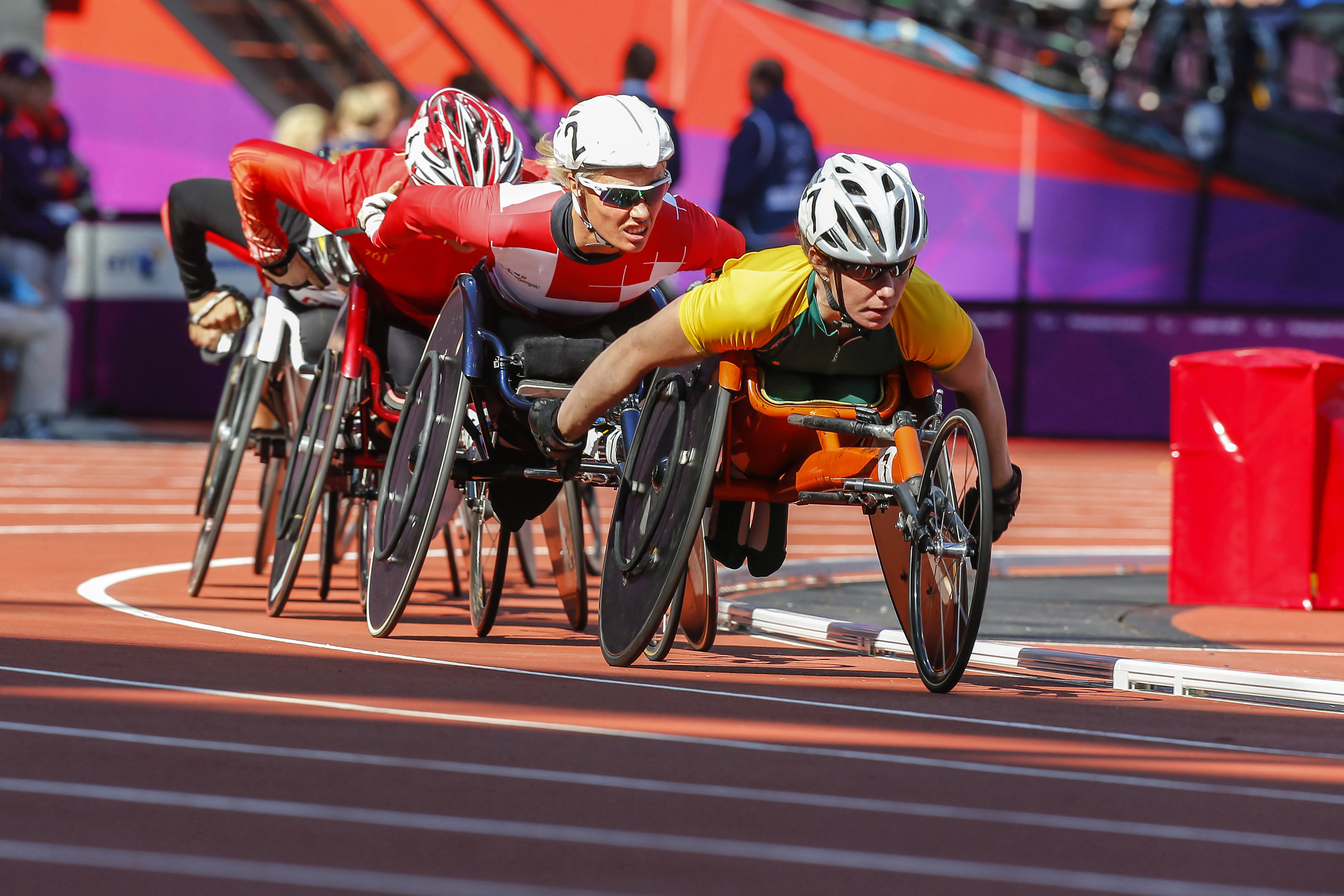
Dawes en los Juegos Paralímpicos de Londres 2012

Después de dar a luz a su hijo en febrero de 2011, ganó tres medallas de bronce en los títulos nacionales de abril de 2011. Luego ganó una medalla de plata en el maratón de Chicago y quedó cuarta en el maratón de la ciudad de Nueva York. En los Juegos Paralímpicos de Londres 2012, Dawes participó en los eventos de los 800 m, 1500 m, 5000 m y la maratón para la categoría T54, obteniendo una medalla de bronce en los 5000, y terminando sexta en el maratón. En los Juegos de la Commonwealth de Glasgow de 2014, quedó cuarta en la prueba de 1500 m T54.
En los Juegos Paralímpicos de Río de Janeiro de 2016, compitió en cuatro eventos y ganó medallas en uno. Christie, Angie Ballard, Madison de Rozario y Jemima Moore quedaron en tercer lugar en el relevo de 4x400 m, pero fueron descalificadas, antes de apelar la decisión y ser obtener la segunda posición. Sus resultados en los Juegos Olímpicos de Río 2016 son los siguientes: 1500 m T54 en octavo en general con un tiempo de 3:26.00. 5000 m T54 en 11º posición en su serie con un tiempo de 12:15.95 y no avanzó a la final. En el Maratón T54, se ubicó en el séptimo lugar en general con un tiempo de 1:42:59.